# Остин Чембърлейн
Вижте пояснителната страница за други личности с името Чембърлейн.
Джоузеф Остин Чембърлейн (на английски: Sir Joseph Austen Chamberlain) е британски политик. Лауреат на Нобелова награда за мир за 1925 г. заедно с Държавния секретар на САЩ Чарлс Дос.

## Произход и образование (1863 – 1892)
Роден е на 16 октомври 1863 година в Бирмингам, Великобритания, най-големият син в семейството на Джоузеф Чембърлейн и Хариет Кенрик и полубрат на бъдещия министър-председател Невил Чембърлейн.
След като завършва основно образование в Ръгби записва история в Тринити Колидж на Кеймбриджкия университет. След дипломирането си продължава обучението си в Училището за политически науки (École des Sciences Politiques) в Париж и в Берлин. През 1887 г., след завръщането си в Бирмингам, става личен секретар на баща си.

## Политическа кариера (1892 – 1937)
Начало на политическата си кариера поставя в кметството на Бирмингам. През 1892 година, на 29-годишна възраст, той е вече подготвен да заеме място в Камарата на общините като представител на Източен Устършир, избирателен район, който се намира близо до фамилната му къща в Бирмингам.
Чембърлейн се отличава бързо. Първата му реч през 1983 година е похвалена от Уилям Гладстон. От 1895 до 1900 г. е щатски лорд на Адмиралтейството, от 1900 до 1902 г. е финансов секретар на хазната, от 1902 до 1903 е министър на пощата, от 1903 до 1906 г. е канцлер на хазната (министър на финансите). След смъртта на баща му през 1914 г. Остин става депутат от Западен Бирмингам, като заема това място до смъртта си през 1937 г.
Във военновременното коалиционно правителство, сформирано от Хърбърт Аскуит, Чембърлейн заема поста държавен секретар за Индия, от който се оттегля през 1917 г. Когато формира коалиционно правителство след изборите през 1918 г., Дейвид Лойд Джордж назначава Чембърлейн за канцлер на хазната. Чембърлейн заема този пост от 1919 до 1921 г. блестящо, плащайки огромните дългове, натрупани през войната, поддържайки устойчив паричен оборот и укрепвайки националното доверие.
След оставката на Бонар Лоу като ръководител на Консервативната партия през 1921 г. Чембърлейн заема мястото му за осемнадесет месеца. По това време коалицията на Лойд Джордж е разклатена и позицията на Консервативната партия изисква разграничаване от него. Когато Чембърлейн защитава премиер-министъра, партията, напускайки коалицията, издига най-напред Бонар Лоу, а след това Стенли Болдуин за премиер-министър. В правителството на Болдуин от 1924 до 1929 г. Чембърлейн е министър на външните работи.
Първият му важен акт като външен министър шокира доста дипломатическите кръгове. През 1925 г., от името на своето правителство, той отхвърля предложения Женевски протокол в реч през Съвета на Обществото на народите, не толкова защото налага принудителен арбитраж при международни спорове, колкото защото Съветът е този, който трябва да решава как трябва да постъпят членуващите държави, за да се издигне авторитета на Обществото по време на кризи. Чембърлейн смекчава ефекта от отказа като заявява, че теоретически най-добрият път за справяне със ситуациите, които могат да възникнат, е като „се допълни Съглашението със създаването на специални мерки, които да удовлетворяват специални потребности“.
Пътят към Локарно вече е отворен. Густав Щреземан, немският външен министър, и Аристид Бриан, френският външен министър, искат да изминат този път заедно с него. След старателна подготовка през лятото на 1925 г., представителите на седем сили – Великобритания, Германия, Франция, Белгия, Италия, Полша и Чехословакия – се срещат на 5 октомври 1925 г. в Локарно, Южна Швейцария. На 16 октомври, когато е рожденият ден на Чембърлейн, външните министри подписват документ, известен като Договорите от Локарно. Общо осем договора или съглашения включват Пакта за гарантирането на Рейн, подписан от Германия, Белгия, Франция, Великобритания и Италия; индивидуални договорености за арбитраж между Германия и предишните ѝ неприятелски държави; гаранции, засягащи Франция, Полша и Чехословакия; и обща нота за влизане на Германия в Обществото на народите.
Когато се завръща в Лондон след триумфа в Локарно, Чембърлейн е посрещнат с овации, произведен е в Рицар на жартиерата и една година по-късно, през 1925 г., е удостоен с Нобелова награда.
В по-късните си години като външен министър Чембърлейн се занимава с неприятни въпроси, свързани с Китай и Египет. Той посочва, че е необходима твърдост при защитата на Британските интереси срещу нахлуването на китайските националисти, но липсата на пълно сътрудничество със Съединените щати и Япония не дава дългосрочни решения. За да осигури някакъв постоянен модел на англо-египетските отношения, Чембърлейн начертава план за преговори през 1927 г., който предполага договор, подписан в средата на 30-те години.
Извън службата през последните си години, отчасти защото избира да предостави благоприятни възможности за младите хора в Парламента, Чембърлейн продължава да говори внушително в Камарата на общините. Той е между първите, които забелязват потенциална опасност в Хитлер. Той одобрява както налагането на санкции срещу Италия по време на Абисинската криза, така и отменянето им, когато те не се оказват в състояние да предотвратят италианската победа.
През всичките тези години той се проявява и като изящен писател. Книгата му „Down the Years“ е отчасти реминисценция, отчасти изследване за великите мъже, които е познавал, отчасти лични размисли. Произведението му „Politics from Inside: An Epistolary Chronicle“ съдържа преди всичко писма, които е писал на мащехата си от 1906 до 1914 г., за да бъде болният му баща информиран за правителствените и дипломатическите събития.

## Смърт (1937)
Умира на 16 март 1937 г. в Лондон от инсулт на 73-годишна възраст.